# Dragon-i
Dragon-i是香港一家餐廳，於2002年11月開業，屬英皇集團旗下的餐廳之一，由楊受成長子楊其龍主理。店內設計由建築師兼設計師India Mahdavi負責，餐廳日間供應中日食品和點心，晚上會變身成為年輕人士及名人的聚腳點，並有DJ坐鎮。

## 新聞軼事
2011年6月，Dragon-i於場內裝設「Deep Blue」系統，將音響和燈光設備提升至國際水平。
2007年，Dragon-i舉辦5周年慶祝派對，邀請了80年代的英國男歌手佐治童子任DJ打碟。

## 地址
中環雲咸街60號中央廣場平台

## 外部連結
- Dragon-i官方網址（页面存档备份，存于）